# Ahmose-Meritamun
Ahmose-Meritamun hay Ahmose-Meritamon (nghĩa là "Đứa con của thần Mặt trăng, được Amun yêu quý") là một Vương hậu Ai Cập cổ đại của Vương triều thứ 18. Bà là Trung cung của Pharaon Amenhotep I, người vợ duy nhất được biết tên của ông.

## Thân thế
Ahmose-Meritamun là con gái của pharaon Ahmose I và Vương hậu Ahmose-Nefertari. Bà là chị em ruột với Amenhotep I, cũng chính là chồng bà sau này. Meritamun kế thừa danh hiệu "Vợ của thần Amun" từ mẹ mình, bà còn nhận nhiều danh hiệu của một vị Vương hậu của Ai Cập cổ đại, như: "Người vợ vĩ đại của Pharaoh", "Nữ thần của 2 vùng đất", "Con gái của Pharaoh" cùng "Chị và em gái của Pharaoh". Ngoài ra, bà còn được phong danh hiệu "Mẹ của Pharaoh", mặc dù bà không sinh được một người con nào kế vị cho Amenhotep I.
Một bức tượng bằng đá vôi của bà được tìm thấy bởi nhà Ai Cập học Giovanni Belzoni (1778 – 1823) khi ông đang làm việc tại Karnak vào năm 1817. Vương hậu Meritamun cũng được khắc họa trên tường mộ của một người công nhân tên Inherkau cùng với các pharaon, Vương hậu và các hoàng tử, công chúa của ba triều đại, từ 18 đến 20.
Bà cũng được truy phong là "Chúa tể của phương Tây" (danh hiệu dành tặng cho các Pharaon và Vương hậu sau khi qua đời).

## Qua đời

Cỗ quan tài bên trong của Meritamun (Bảo tàng Cairo)

Xác ướp của Vương hậu Meritamun được tìm thấy tại ngôi mộ TT358 (thuộc Deir el-Bahri) vào năm 1930 bởi nhà khảo cổ Herbert Eustis Winlock. Không rõ ngôi mộ thực sự của bà ở đâu. Do nạn trộm cắp từ những ngôi mộ hoàng gia nên bà được đưa về đây bởi các thầy tư tế. Bà chết khi còn khá trẻ, tầm dưới 30 tuổi, do mắc chứng viêm khớp và vẹo cột sống.
Xác ướp của Vương hậu nằm trong 2 lớp quan tài bằng gỗ tuyết tùng mạ vàng và một lớp mặt nạ bằng giấy cói (hoặc vải lanh) trộn thạch cao phủ ngoài. Lớp quan tài ngoài cùng đã bị lấy cắp từ thời cổ đại, chỉ còn lại một lớp quan tài bên trong, nhưng cũng bị cạo sạch lớp vàng. Xác ướp được quấn lại một lần nữa vào triều đại của vua Pinedjem I. Các văn tự cổ ghi rằng, việc cải táng được thực hiện bởi "Thầy tư tế cấp cao của Amun", hoàng tử Masaharta, con của Pinedjem I.